# Prix Luce-Guilbeault
 (septembre 2022).
Le prix Luce-Guilbeault est une distinction cinématographique québécoise remise de 1991 à 1998 au meilleur jeune acteur prometteur ou meilleure jeune actrice prometteuse. Ce prix a été nommé en l'honneur de la comédienne québécoise Luce Guilbeault.

## Lauréats
- 1991 - Luc Picard, Les sauf-conduits de Manon Briand
- 1992 - Linda Roy, La bête de foire d'Isabelle Hayeur
- 1993 - Johanne McKay, Mon amie Max de Michel Brault
- 1993 - Louise Deslières, Les Pots cassés de François Bouvier
- 1994 - Sarah-Jeanne Salvy, Le vent du Wyoming d'André Forcier
- 1995 - Anne-Marie Cadieux, Le Confessionnal de Robert Lepage
- 1997 - Lucie Laurier, J'aime, j'aime pas de Sylvie Groulx
- 1998 - Patrick Huard, J'en suis ![1]